# Sorrento Calcio 2009-2010
Questa pagina raccoglie le informazioni riguardanti il Sorrento Calcio nelle competizioni ufficiali della stagione 2009-2010.

## Rosa
| N. |                      | Ruolo | Calciatore           |
| -- | -------------------- | ----- | -------------------- |
|    | Italia (bandiera)    | D     | Simone Angeli        |
|    | Italia (bandiera)    | C     | Pietro Arcidiacono   |
|    | Italia (bandiera)    | A     | Dario Balzano        |
|    | Italia (bandiera)    | A     | Massimiliano Carlini |
|    | Italia (bandiera)    | C     | Matteo Coresi        |
|    | Sudafrica (bandiera) | P     | Vincenzo Criscuolo   |
|    | Italia (bandiera)    | D     | Roberto De Giosa     |
|    | Italia (bandiera)    | P     | Riccardo Delfino     |
|    | Italia (bandiera)    | D     | Francesco Di Nunzio  |
|    | Italia (bandiera)    | C     | Antonio Esposito     |
|    | Argentina (bandiera) | D     | Mariano Fernández    |
|    | Italia (bandiera)    | C     | Gennaro Ferrara      |
|    | Camerun (bandiera)   | D     | Patrice Feussi       |
|    | Italia (bandiera)    | C     | Jimmy Fialdini       |
|    | Italia (bandiera)    | D     | Salvatore Gallo      |
|    | Italia (bandiera)    | D     | Raffaele Gambuzza    |

| N. |                    | Ruolo | Calciatore               |
| -- | ------------------ | ----- | ------------------------ |
|    | Italia (bandiera)  | C     | Daniele Greco            |
|    | Italia (bandiera)  | D     | Massimo Lo Monaco        |
|    | Italia (bandiera)  | P     | Massimo Marconato        |
|    | Italia (bandiera)  | D     | Mattia Giovanni Masiero  |
|    | Albania (bandiera) | A     | Florian Myrtaj           |
|    | Senegal (bandiera) | C     | Abdoulaye Niang          |
|    | Italia (bandiera)  | C     | Attilio Nicodemo         |
|    | Brasile (bandiera) | A     | Paulinho                 |
|    | Italia (bandiera)  | A     | Gaetano Pignalosa        |
|    | Italia (bandiera)  | C     | Silvano Raggio Garibaldi |
|    | Italia (bandiera)  | P     | Generoso Rossi           |
|    | Italia (bandiera)  | A     | Andrea Saraniti          |
|    | Italia (bandiera)  | C     | Vincenzo Silvestri       |
|    | Italia (bandiera)  |       | Silvestro                |
|    | Brasile (bandiera) | D     | Ronaldo Vanin            |

## Calciomercato

### Sessione estiva(dal 1/7 al 31/8)
| Acquisti | Acquisti            | Acquisti   | Acquisti                 |
| R.       | Nome                | da         | Modalità                 |
| -------- | ------------------- | ---------- | ------------------------ |
| P        | Vincenzo Criscuolo  |            | svincolato               |
| P        | Massimo Marconato   |            | svincolato               |
| D        | Roberto De Giosa    | Paganese   | definitivo               |
| D        | Francesco Di Nunzio | Cassino    | definitivo               |
| D        | Mariano Fernández   | Gela       | definitivo               |
| D        | Raffaele Gambuzza   | Monopoli   | definitivo               |
| C        | Daniele Greco       | Lazio      | risoluzione comproprietà |
| C        | Albin Hodza         | Udinese    | risoluzione comproprietà |
| A        | Gaetano Pignalosa   | Isola Liri | definitivo               |

| Cessioni | Cessioni               | Cessioni | Cessioni      |
| R.       | Nome                   | a        | Modalità      |
| -------- | ---------------------- | -------- | ------------- |
| P        | Vitangelo Spadavecchia | Bari     | fine prestito |
| A        | Cristian Biancone      |          | rescissione   |

### Operazioni esterne alle sessioni
| Acquisti | Acquisti        | Acquisti | Acquisti   |
| R.       | Nome            | da       | Modalità   |
| -------- | --------------- | -------- | ---------- |
| P        | Generoso Rossi  |          | svincolato |
| C        | Abdoulaye Niang |          | svincolato |

### Sessione invernale(dal 2/1 all'1/2)
| Acquisti | Acquisti                 | Acquisti   | Acquisti                         |
| R.       | Nome                     | da         | Modalità                         |
| -------- | ------------------------ | ---------- | -------------------------------- |
| D        | Mattia Masiero           | Pro Patria | prestito con diritto di riscatto |
| C        | Matteo Coresi            | Foligno    | prestito con diritto di riscatto |
| C        | Silvano Raggio Garibaldi | Genoa      | prestito                         |
| A        | Massimiliano Carlini     | Frosinone  | prestito                         |

| Cessioni | Cessioni          | Cessioni        | Cessioni    |
| R.       | Nome              | a               | Modalità    |
| -------- | ----------------- | --------------- | ----------- |
| D        | Patrice Feussi    |                 | rescissione |
| D        | Raffaele Gambuzza | Barletta        | prestito    |
| C        | Gennaro Ferrara   | Vico Equense    | prestito    |
| C        | Daniele Molino    | Alghero         | definitivo  |
| C        | Marco Terracciano | Atletico Nocera | prestito    |
| A        | Andrea Saraniti   | Sangiustese     | prestito    |